# National Soaring Museum
National Soaring Museum (NSM) är ett amerikanskt segelflygmuseum utanför Elmira i delstaten New York.
Museet grundades under 1960-talet för att bevara och vårda den historiska delen av motorlöst flyg med glid- och segelflygplan. Till en början var antalet flygplan litet, men när Schweizer Aircrafts grundare Paul Schweizer kom med i museets arbetsgrupp ökade antalet flygplan i rask takt.
Efter att det moderna segelflyget skapades i Harris Hill på 1930-talet har berget utvecklat sig till ett segelflygcenter liknande Wasserkuppe i Tyskland. Sedan 1975 hanterar även museet registerföringen av den amerikanska Soaring Hall of Fame på uppdrag av Soaring Society of America. I museet finns ett drygt 80-tal glid- och segelflygplan varav ett 30-tal ingår i den permanenta utställningen. 1978 flyttade man in i sina nuvarande lokaler som även rymmer en egen reparationsverkstad där renoveringssarbeten på flygplan kan utföras. 1989 byggde man till fastigheten med ett annex för att bli världens största museum för motorlöst flyg. Det äldsta flygplanet i samlingarna är Chanute-Herring glidflygplan från 1896. Bland de utställda segelflygplanen finns Sisu 1-A, DFS Olympia och Ka-6, lastglidflygplanet Waco CG-4A samt kopior på bröderna Wrights glidflygplan från 1902 och 1911.